# Patrick Da Rocha
Patrick Dá Rocha (Villepinte, 22 de fevereiro de 1961) é um desportista francês que competiu no ciclismo na modalidade de pista. Ganhou uma medalha de prata no Campeonato Mundial de Ciclismo em Pista de 1989, na prova de keirin.

## Medalheiro internacional
| Campeonato Mundial | Campeonato Mundial | Campeonato Mundial | Campeonato Mundial |
| Ano                | Lugar              | Medalha            | Competição         |
| ------------------ | ------------------ | ------------------ | ------------------ |
| 1989               | Lyon ( França)     | Medalha de prata   | Keirin (P)         |